# Synallaxis albigularis
Synallaxis albigularis là một loài chim trong họ Furnariidae.
Nó được tìm thấy ở Bolivia, Brazil, Colombia, Ecuador và Peru. Môi trường sống tự nhiên của nó là vùng đất ẩm nhiệt đới hoặc cận nhiệt đới và rừng trước đây bị suy thoái nặng nề.